# Războaiele Bizantino-Arabe
Războaiele bizantino-arabe reprezintă o serie de conflicte din perioada 634 – 1180 între Imperiul Roman de Răsărit și califatele arabe.
Conflictele au început în timpul primelor cuceriri musulmane ale Califatului Rashidun și ale Califatului Omeiad și au continuat sub forma unor lungi lupte de frontieră până la începutul cruciadelor. Ca rezultat, bizantinii au pierdut multe teritorii, iar Levantul, Mesopotamia și Africa de Nord au fost cucerite de către arabi.

## Înainte de conflict
Prelungirea și escaladarea războaielor dintre bizantini și sasanizi din secolele al șaselea și al șaptelea au lăsat ambele imperii epuizate și vulnerabile în fața apariției bruște și extinderii arabilor. Ultimul dintre aceste războaie bizantino-persane s-a încheiat cu victoria bizantinilor: Împăratul Heraclius I a recăpătat toate teritoriile pierdute și a restaurat Sfânta Cruce la Ierusalim în 629.
Cu toate acestea, niciun imperiu nu a avut șansa de a se recupera deoarece în câțiva ani ambele au fost lovite de atacul arabilor (uniți de Islam). Potrivit lui Howard-Johnston atacul arab era asemănator cu un tsunami uman.
Potrivit lui George Liska, inutilul și prelungitul conflict bizantino-persan a netezit calea Islamului.
La sfârșitul anilor 620, profetul Mohammed a reușit să unifice o mare parte din Arabia sub conducere musulmană. El a fost conducătorul arabilor când au avut loc primele hărțuieli între musulmani și bizantini. La câteva luni după ce Heraclius și generalul persan Shahrbaraz au convenit asupra condițiilor de retragere ale trupelor persane din provinciile est-bizantine ocupate în 629, trupele arabe și bizantine se confruntă la Mu'tah.
Mohammed a murit în 632 și a fost urmat de Abu Bakr, primul calif și liderul de necontestat al întregii Peninsule Arabe după succesul din războaiele civile din 632 și 633, succes care a dus la consolidarea unui stat puternic musulman în întreaga peninsulă.

## Începutul conflictelor
Conform biografilor musulmani, Mohammed (după ce a primit informații că forțele bizantine au fost concentrate în nordul Arabiei cu intenția de a invada Peninsula Arabică) a condus o expediție la nord de Tabuk (astăzi în nord-vestul Arabiei Saudite), cu intenția de a ataca armata bizantină. Cu toate acestea, informația s-a dovedit a fi falsă. Deși nu a fost o bătălie, evenimentul, dacă într-adevăr a avut loc, reprezintă prima expediție arabă împotriva bizantinilor, expediție care însă nu a dus la o confruntare militară.
Cu toate acestea, nu există nicio relatare bizantină contemporană a expediției spre Tabuk și majoritatea detaliilor provin din surse musulmane mult mai târzii. S-a afirmat că există o singură sursă bizantină care face o posibilă referire la Bătălia de la Mu'tah, bătălie tradițional datată în anul 629, dar acest lucru nu este sigur.
Arabii musulmani, după 634, au învins pe gassanizi și au cucerit Levantul, Egiptul și Persia. Generalii cu mari succese au fost Khalid ibn al-Walid și 'Amr ibn al-'As.

### Cucerirea arabă a Siriei Romane, 634–638

Mișcările trupelor bizantine și musulmane din septembrie 635 înainte de Bătălia de la Yarmuk

În Levant, armata Califatului Rashidun a dus lupte cu o armată bizantină formată din trupe imperiale, dar și voluntari locali. Monofiziții și evreii din Siria au salutat cucerirea arabă, deoarece erau nemulțumiți de stăpânirea bizantină. Triburile arabe au avut, de asemenea, legături economice importante, culturale și familiare cu cetățenii majoritar arabi din Cornul Abundenței.
Împăratul roman Heraclius  s-a îmbolnăvit și a fost în imposibilitatea de a conduce personal armatele sale pentru a rezista cuceririlor arabe din Siria și Palestina în 634. Într-o bătălie de lângă Ajnadayn, în vara anului 634, armata Califatului Rashidun a obținut o victorie decisivă.

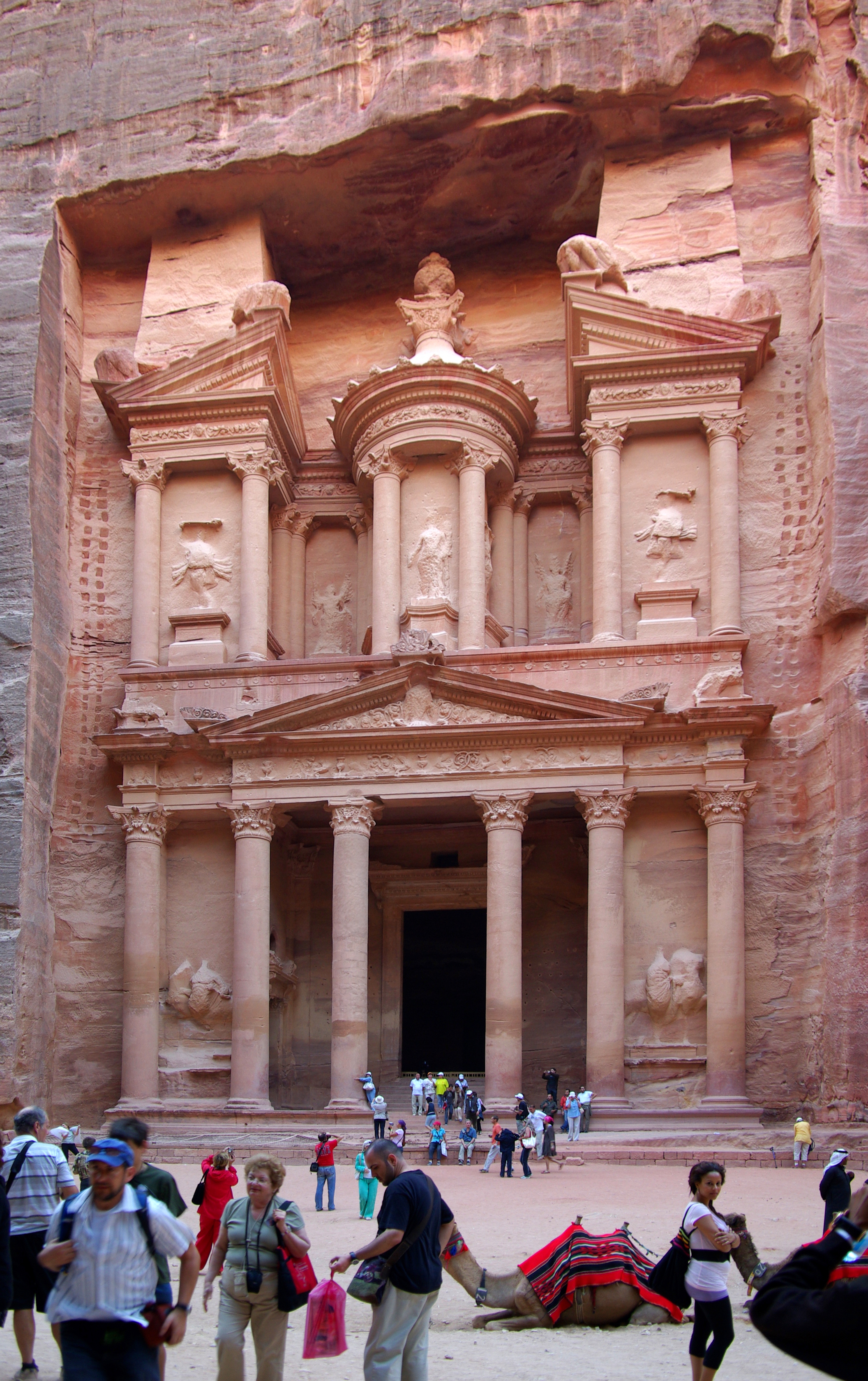
Ruine ale străvechiului oraș Petra, unul dintre primele orașe atacate de arabi

După victoria de la Fahl, forțele musulmane au cucerit Damascul în 634 sub comanda lui Khalid ibn Walid.
Replica bizantină a fost strângerea și trimiterea numărului maxim de trupe disponibil sub comanda unor generali iscusiți, inclusiv Theodore Trithyrius și generalul armean Vahan, pentru a-i înlătura pe musulmani din teritoriile recent câștigate.
În Bătălia de la Yarmuk din 636, musulmanii, care au cercetat locurile în detaliu, au atras pe bizantini să lupte pe un teren înclinat, pe care bizantinii îl evitau de obicei. Printr-o serie de atacuri costisitoare, printre văi adânci și stânci, bizantinii au intrat într-o capcană catastrofală.

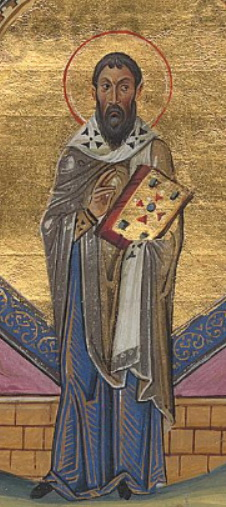
Patriarhul Sofronie de Ierusalim

Pierderea Siriei de către bizantini a fost o lovitură enormă. Potrivit istoricului Al-Baladhuri din sec. al IX-lea, Heraclius I, în timp ce se îndepărta de Antiohia spre Constantinopol ar fi exclamat: „Ah, Siria! Ce țară extraordinară este aceasta pentru inamic!”. Impactul pierderii Siriei de către bizantini este ilustrat și de cuvintele lui Joannes Zonaras: „[...]Din acel moment [după căderea Siriei] Ismaeliții nu au încetat să ne invadeze și să jefuiască întregul teritoriu al romanilor”.
În aprilie 637 arabii, după un lung asediu, au capturat cetatea Ierusalimului, care a fost predată de patriarhul Sofronie. În vara anului 637 musulmanii au capturat Gaza, și, în aceeași perioadă, autoritățile bizantine din Egipt și Mesopotamia au încheiat un armistițiu scump, care a durat trei ani pentru Egipt și un an pentru Mesopotamia. Antiohia a fost cucerită la sfârșitul anului 637. Apoi musulmanii au ocupat întreg nordul Siriei, cu excepția Mesopotamiei de Sus, cu care au încheiat un armistițiu timp un an. La expirarea acestui armistițiu în 638 - 639, arabii au invadat Mesopotamia bizantină și Armenia bizantină. În același timp arabii au finalizat cucerirea Palestinei printr-un asalt asupra orașului Caesarea Maritima și capturarea cetății Ascalon. În decembrie 639, musulmanii au părăsit Palestina pentru a invada Egiptul la începutul anului 640.

### Cucerirea arabă a Africii de Nord, 639–717

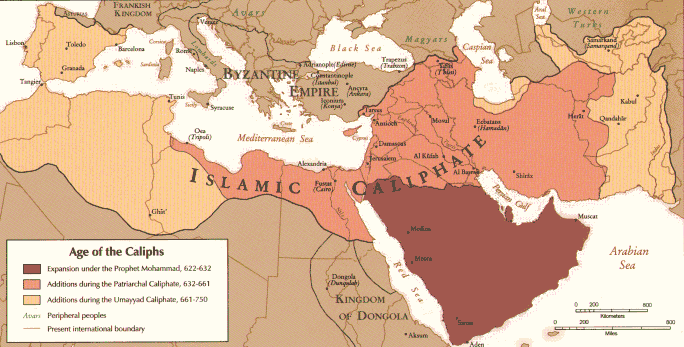
Expansiunea musulmană în est și în vest

Cuceririle Umayyazilor din Africa de Nord au continuat timp de un secol printr-o expansiune rapidă arabă după moartea lui Muhammad în 632. În anul 640, arabii controlau Mesopotamia, au invadat Armenia și au încheiat cucerirea Siriei bizantine. Cetatea Damasc a fost sediul Califatului Umayyad. Până la sfârșitul anului 641 întreg Egiptul a fost cucerit de arabi. Apoi, după distrugerea armatei persane în bătălia de la Nihawānd (Nehawand) în 642, aproape întreg Imperiul Persan a fost cucerit.
În această situație au avut loc primele expediții militare arabe în Africa de Nord din inițiativa localnicilor Egiptului. Aceste expediții au loc timp de mai mulți ani și au ca rezultat răspândirea islamului.
În 644, la Damasc, Califul Umar (Omar) a fost urmat la domnie de Uthman ibn Affan (Othman). În timpul acestuia, arabii au stăpânit Armenia, Cipru și întreg Iranul, care au fost alipite imperiului islamic în creștere; Afganistanul și Africa de Nord au suferit invazii majore, iar incursiunile musulmane pe mare au fost din Rodos până pe coastele sudice ale Peninsulei Iberice. Marina bizantină a fost învinsă în estul Mării Mediterane.
Prima incursiune în Africa de Nord a fost ordonată de către califul Uthman bin Affan în 647. Mărșăluind din Medina, Arabia, 20.000 arabi s-au unit în Memphis, Egipt, cu alți 20.000 arabi. Această armată a fost condusă în regiunea bizantină Exarchatus Africae de către Abdallah Ibn al-Sa'ad. Tripolitania, ceea ce este acum Libia, a fost cucerită. Guvernatorul bizantin local Gregorios Patricianul a declarat independența față de Imperiul Bizantin a teritoriilor imperiale din Africa de Nord și i-a chemat pe toți aliații săi în ajutor. El a inițiat o confruntare cu musulmanii, dar a fost înfrânt în bătălia de la Sufetula, un oraș la cca. 175 km. sud de Cartagina. Odată cu moartea uzurpatorului Gregorios întreaga Africa de Nord a fost cucerită de Califatul Rashidun căreia i-a plătit tribut, devenind astfel un stat vasal pentru musulmani. Campania a durat cincisprezece luni și armatele lui Abdallah s-au întors în Egipt în 648.
Toate cuceririle musulmane au fost întrerupte datorită unui război civil între facțiunile rivale arabe care a dus la uciderea califului Uthman ibn Affan în 656. El a fost înlocuit cu Ali Ibn Abi Talib, care la rândul său a fost asasinat în 661. Dinastia Umayyazilor - o dinastie seculară de califi și ereditar arabă - s-a auto-restabilit la Damasc și califul Muawiya a început imediat consolidarea imperiului de la Marea Aral la granița de vest a Egiptului. El a numit guvernator în Egipt, la Al-Fustat, creând astfel, pentru următoarele două secole, o nouă putere subordonată califului. El a lansat apoi mai multe atacuri în Sicilia și în Anatolia (Turcia) în 663. În 664 musulmanii au cucerit Kabul, Afganistan.

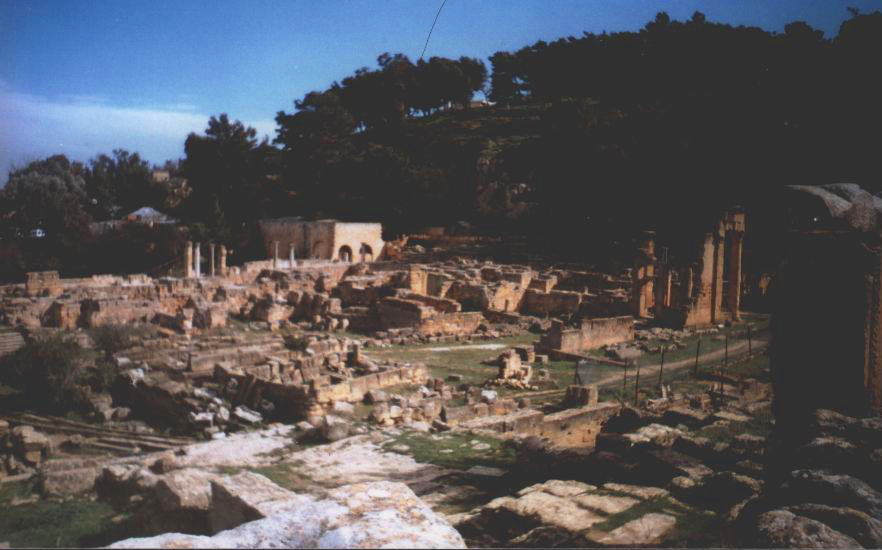
Cyrene, Libia, în ruine

Apoi, în perioada 665 - 689 a început o nouă campanie în Africa de Nord. Ea a început, potrivit istoricului american Will Durant, pentru a proteja Egiptul de la atacul pe flancuri a bizantinilor din Cyrene. O armată de 40.000 de musulmani a avansat prin desert până la Barca, l-a cucerit și a mărșăluit spre Cartagina. O armată de 30.000 de greci bizantini a fost învinsă cu această ocazie.
Apoi a venit o armată de peste 10.000 - 12.000 de arabi condusă de generalul arab Uqba ibn Nafi. Această forță a plecat de la Damasc, a intrat în Africa de Nord și și-a stabilit tabăra în 670, în orașul Kairouan (cca. 160 km sud de orașul modern Tunis) ca loc de refugiu și bază pentru operațiunile următoare. Această zonă va deveni capitala provinciei islamice Ifriqiya, care se întindea pe regiunile de coastă a ceea ce sunt astăzi vestul Libia, Tunisia și estul Algeriei.

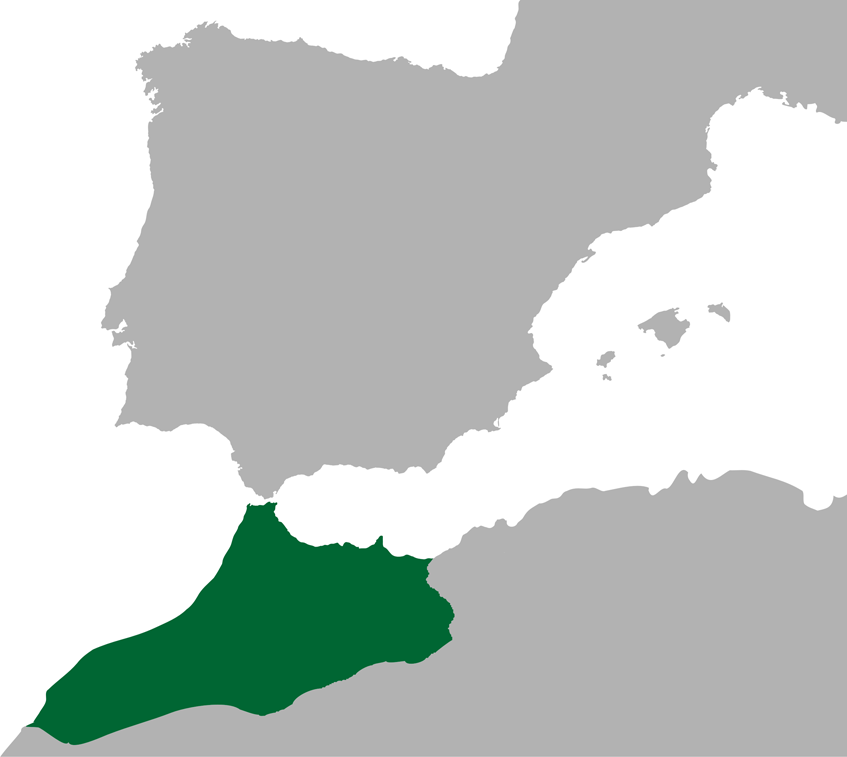
Fosta provincie romană Mauretania Tingitana

În continuare, potrivit scrierilor lui Edward Gibbon, generalul neînfricat Uqba ibn Nafi „a plonjat în inima țării, traversând pustiul în care succesorii săi au ridicat splendidele capitalele Fès și Maroc, străbătând teritoriul dintre Atlantic și marele deșert”. În timpul cuceririi Maghrebului (vestul Africii de Nord) a ocupat orașele de pe coasta mării Bugia și Tingi (sau Tanger), cucerind ceea ce a fost odată provincia romană Mauretania Tingitana. Dar aici generalul a fost oprit și parțial respins.
Între timp, un nou război civil arab a izbucnit în Arabia și Siria. Aceasta a dus la o serie de patru califi între moartea lui Muawiya în 680 și ascensiunea la tron a lui Abd Al-Malik (Abdalmalek) în 685 și nu s-au terminat până în 692 odată cu moartea liderului rebelilor.
Terminarea războiului civil a permis califatului să repornească cuceririle din Africa de Nord, începând cu Ifrikquiya. Între timp Imperiul Bizantin a trimis trupe din Constantinopol la care s-au alăturat soldați și nave din Sicilia precum și un puternic contingent de vizigoți din Hispania. Bizantinii au forțat armata arabă să se retragă în Kairouan. În primăvara următoare arabii au lansat un asalt pe mare și pe uscat, forțând bizantinii și aliații lor să evacueze Cartagina. Orasul a fost ars din temelii, astfl încât zona a devenit pustie pentru următoarele două secole. O altă bătălie a fost dată în apropiere de Utica și arabii au fost din nou victorioși, forțând bizantinii să părăsească această parte din Africa de Nord pentru totdeauna. A urmat o revoltă a berberilor contra stăpânirii arabe. Triburile de berberi unite și disciplinate de regina Cahina au împins arabii conduși de guvernatorul Hassan înapoi în Egipt. Cuceririle arabe au fost pierdute într-o singură zi în fața berberilor. Cinci ani au trecut până când Hassan, guvernatorul Egiptului, a primit întăriri de la calif. Între timp, stăpânirea berberă a adus numai distrugeri în orașele din Africa astfel încât arabii au fost întâmpinați cu bucurie. Regina Cahina a fost ucisă în prima luptă.
În 698, arabii au cucerit cea mai mare parte a Africii de Nord din mâna bizantinilor. Zona a fost împărțită în trei provincii: Egipt, cu guvernator la Al-Fustat, Ifrikquiya cu guvernator la Kairouan și Maghreb (Marocul modern și  Mauritania) cu guvernator la Fes.
Musa ben Nusair, un general yemenit care a avut multe succese în campanie, a fost făcut guvernator al provinciei Ifrikquiya fiind însărcinat să înfrângă o nouă rebeliune a berberilor și să răspândească mesajului Islamului în Africa. Musa și cei doi fii ai săi au fost victorioși contra berberilor și au luat peste 300.000 de prizonieri. Califatul a primit 60.000 din prizonieri. Aceștia au fost vânduți ca sclavi, iar veniturile obținute din vânzarea lor a intrat în tezaurul public. Un alt lot de 30.000 de captivi au intrat în serviciul militar.
Musa, de asemenea, a trebuit să se ocupe de hărțuielile constante din partea marinei bizantine. Prin urmare el a construit o flotă proprie, care a continuat să cucerească insulele Ibiza, Mallorca, și Minorca (Insulele Baleare). Avansând în Maghreb, forțele sale au cucerit Algerul în anul 700.
În 709 toată Africa de Nord era sub controlul Califatului Arab. Singura excepție se pare că era Ceuta aflată lângă coloanele lui Hercule.
În anii 710-711, generalul Musa a orodonat lui Tariq ibn Ziyad (un berber, fost sclav, acum general arab) să invadeze Hispania, începând astfel cucerirea arabă a Peninsulei Iberice, prin victoria asupra regelui Rodrigo și ocuparea capitalei vizigoților de la Toledo.
Pierderea exarhatului african a fost o lovitură enormă dată imperiului bizantin în vestul Mării Mediteranene deoarece Cartagina și Egipt erau principalele surse ale Constantinopolului de forță de muncă și de cereale. A fost o lovitură enormă și pentru că în urma acestei campanii s-a încheiat pentru totdeauna prezența romană pe continentul african.

#### Cucerirea arabă a Egiptului și Cirenaicăi, 639–646
Imperiul Roman de Răsărit
     Califatul Rashidun

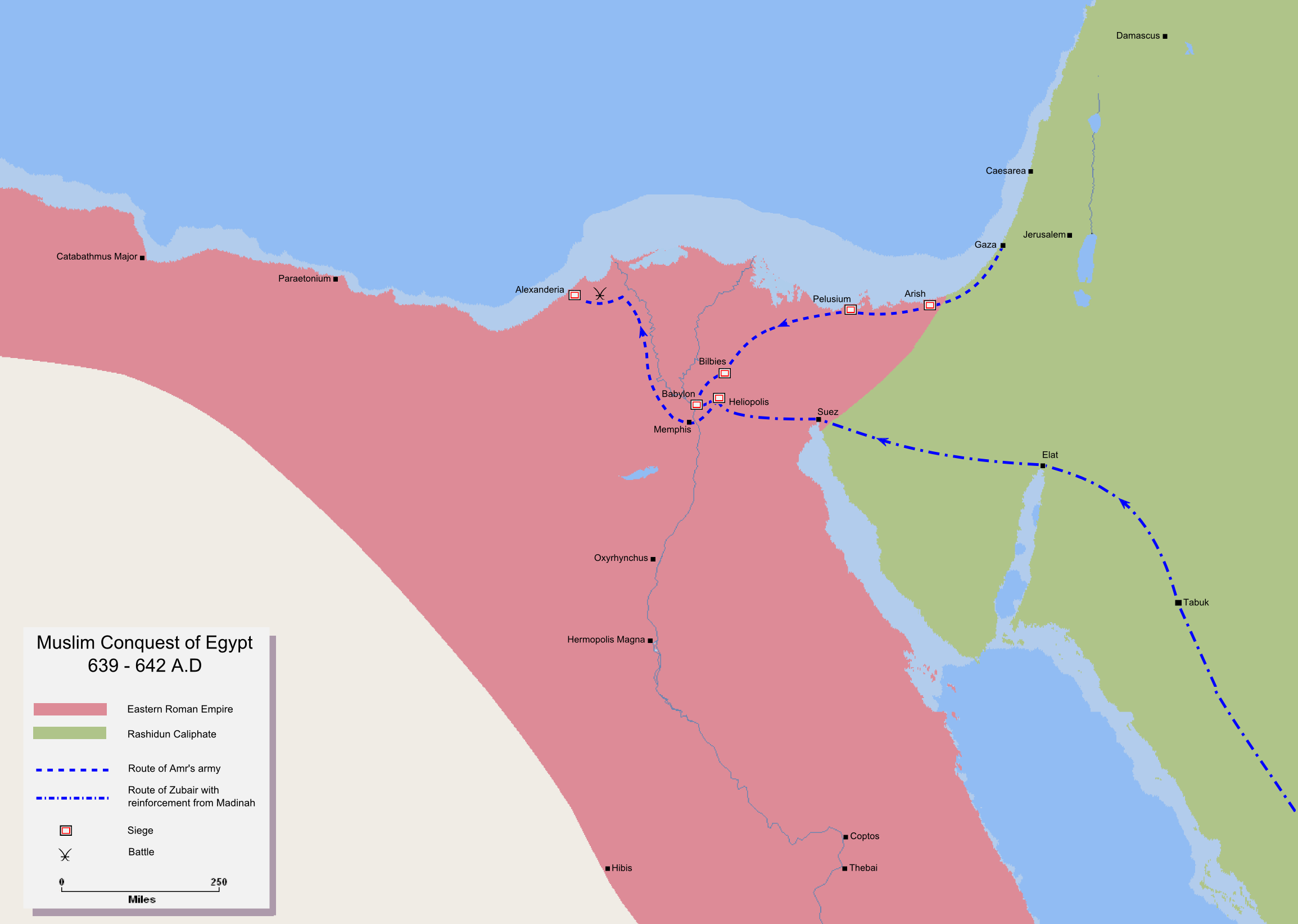
Etapele cuceririi musulmane a Egiptului, 639–646
Imperiul Roman de Răsărit
Califatul Rashidun

O armată de 4000 arabi condusă de Amr Ibn Al-Aas este trimisă de califul Umar, sucesorul lui Mohamed, pentru a răspândi religia islamică în vest. Arabii sosesc din Palestina în Egipt în decembrie 639 și avansează rapid în Delta Nilului. Garnizoanele imperiale bizantine se retrag în fortificații unde se apară cu succes mai bine de un an. Dar arabii trimit întăriri, astfel încât ei capturează Alexandria în 641. Bizantinii adună o flotă și în 645 orașul le reaparține.  Dar musulmanii au recucerit orașul în 646 în bătălia de la Nikiou, completând cucerirea musulmană a Egiptului. Astfel s-au încheiat 975 ani de dominație greco-romană asupra Egiptului.
Egiptul a fost ocupat doar la un deceniu după cucerirea sa de către Imperiul Persan condus de Khosrau al II-lea (616–629 d.Hr.). Împăratul Heraclius  a recapturat Egiptul după o serie de campanii strălucite împotriva perșilor sasanizi, doar pentru a pierde din nou, zece ani mai târziu, în fața armatei califatului Rashidun. Cucerirea arabă a Egiptului și Cirenaicăi a avut loc în perioada 639–646.

### Asediile Constantinopolului

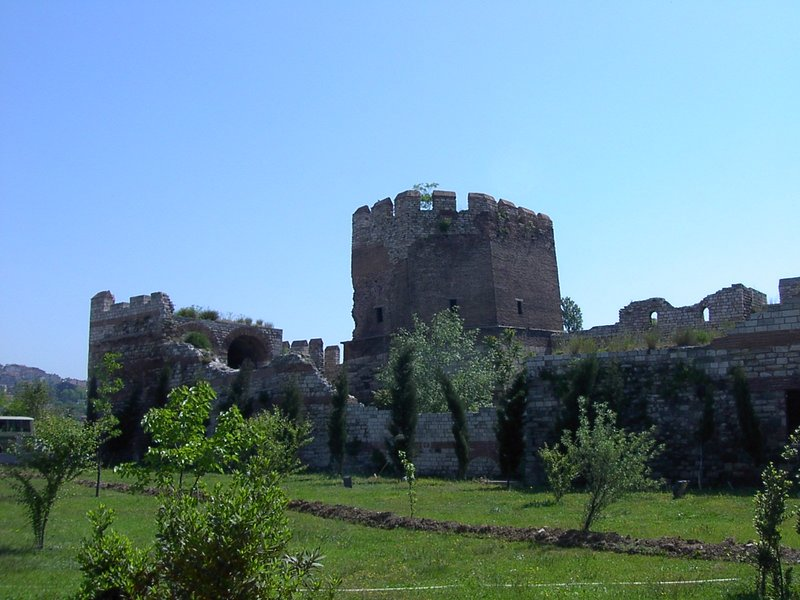
Secțiuni ale zidurilor Theodosiene din Constantinopol, cele care au contribuit la apărarea orașului în numeroase asedii.

În 674 Califul umayyazilor Muawiyah a asediat Constantinopolul aflat sub conducerea lui Constantin al IV-lea. În această bătălie, Umayyazii nu au reușit să străpungă zidurile Theodosiene și au ridicat o blocadă de-a lungul râului Bosfor. Amenințarea iernii a forțat asediatorii să se retragă pe o insulă aflată la 130 km distanță.
Cu toate acestea, înainte de începutul asediului, un refugiat creștin din Siria cu numele Kallinikos (Callinicus) din Heliopolis tocmai inventase pentru Imperiul Bizantin o nouă armă devastatoare, care a ajuns să fie cunoscută sub numele de "focul grecesc". În 677, marina bizantină a folosit această armă pentru a învinge decisiv marina umayyazilor în Marea Marmara, ca rezultat bizantinii au scăpat de asediu, anul următor, în 678. Printre cei uciși în timpul asediului a fost și Eyup, ultimul dintre însoțitorii profetului Mohammed (Pentru musulmanii de astăzi, mormântul lui Eyup este considerat a fi unul dintre cele mai sfinte locații din Istanbul). Victoria bizantină a oprit expansiunea umayyazilor în Europa pentru aproape treizeci de ani.
Conflictul inițial s-a stins în timpul domniilor împăratului bizantin Leon al III Isaurianul și a Califului umayyazilor Umar ibn Abd al-Aziz, după asediul arab al doilea din Constantinopol în 717-718, când forțele arabe terestre conduse de Maslamah au fost învinse de zidurile Constantinopolului și de sosirea la timp a forțelor aliate bulgare în timp ce flota umayyazilor a fost învinsă de focul grecesc.
Încercările arabilor de a cuceri orașul Constantinopol au eșuat, în principal datorită superiorității navale bizantine, dar și datorită monopolului deținut asupra misterioasei arme incendiare focul grecesc, a zidurilor de apărare solide și a priceperii unor împărați, precum Leon al III-lea Isauricul (717 - 741) sau Isaurienii (717 - 802). După respingerea atacurilor arabilor, imperiul a început să se refacă.

## Ultimele conflicte

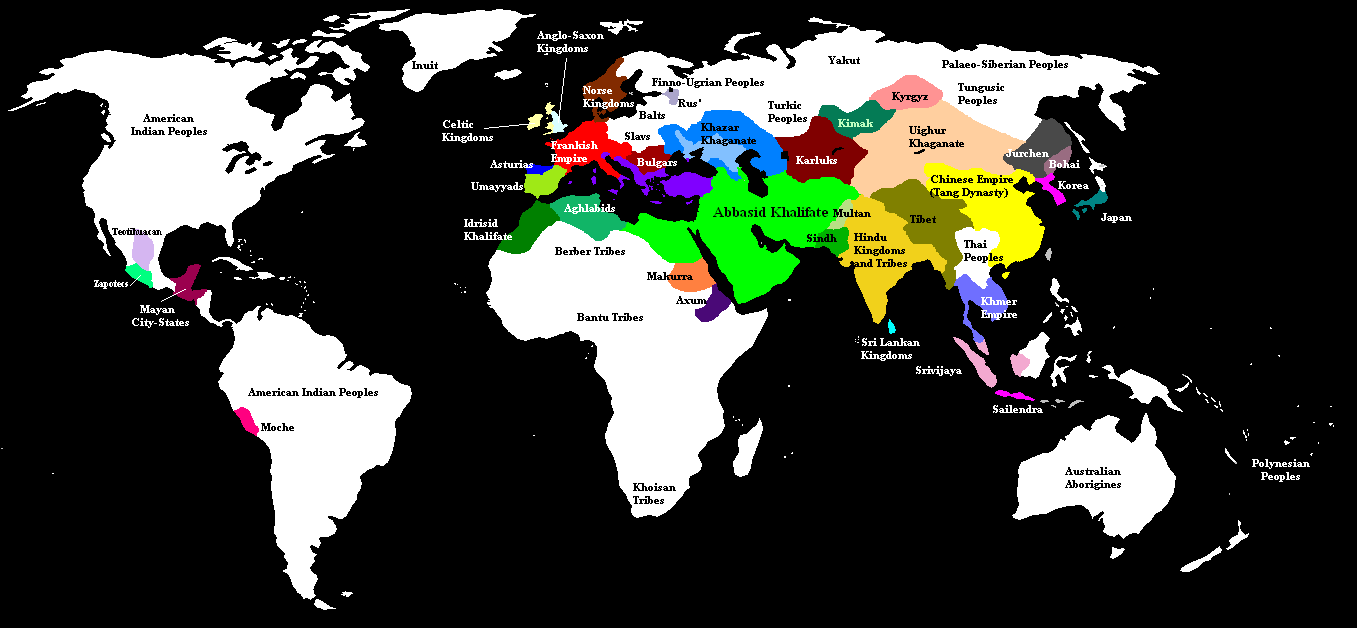
Lumea în anul 820

Conflictul principal bizantino-arab s-a încheiat cu asediul Constantinopolului din 718. Deși conflicte au mai avut loc până în secolul al XI-lea, cuceririle arabilor au început să regreseze. Încercările arabe de a cuceri Anatolia au eșuat, și în cele din urmă a fost cucerită de turcii selgiucizi. Selgiucizii își vor impune supremația în cadrul lumii bizantine și arabe.

### Criza iconoclastă
Unul din efectele acestor războaie bizantino-arabe a fost o mișcare religioasă și civilă care a apărut în inima Imperiului Bizantin. „Iconomachia” sau „Războiul icoanelor” a început în 726 când împăratul Leon al III-lea Isaurianul (Sirianul) a emis un edict prin care decreta înlocuirea crucifixului cu o simplă cruce, stârnind criza iconoclastă. Diferite scrieri sugerează că cel puțin o parte a motivului pentru înlăturarea icoanelor pare să fi fost înfrângerile militare împotriva musulmanilor și o erupție vulcanică pe insula Thera, pe care Leo posibil s-o fi văzut ca pe o dovadă a mâniei lui Dumnezeu împotriva adorării icoanelor de către Biserică.
În timpul luptelor contra arabilor, Leon a observat valorile puritane arabe care socoteau arta religioasă drept idolatrie și a crezut că Imperiul Bizantin va câștiga războiul dacă va proceda la fel. 
„Împăratul nu a crezut că e necesar să consulte biserica în această problemă și a fost foarte surprins de puternica opoziție populară contra edictului său”.
În 732, Leon a trmis o flotă pentru a-l aresta pe Papa Grigore al III-lea pentru că a sfidat edictul său și pentru a recupera Ravenna. Dar navele s-au scufundat pe drumul lor din Marea Adriatică fără a avea loc nicio luptă.

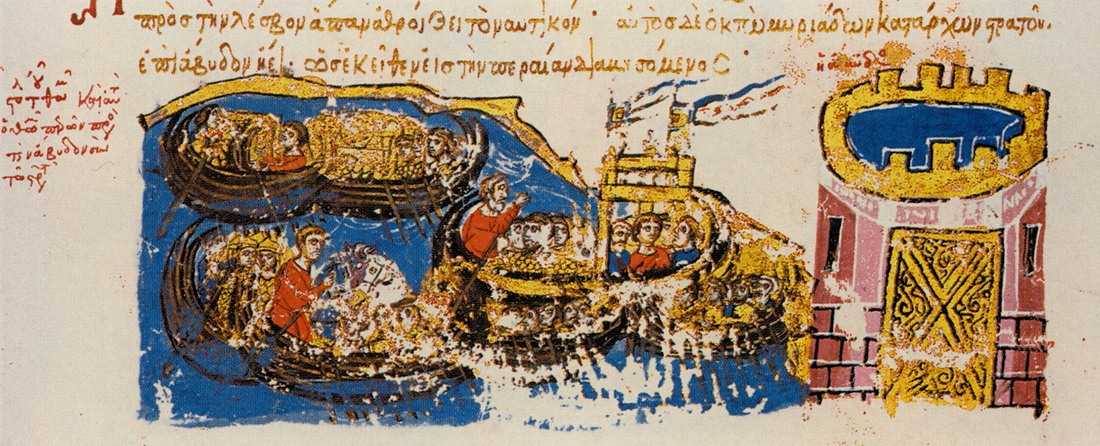
Cu ajutorul lui Omurtag al Bulgariei - fiul lui Krum, fostul dușman al imperiului - Mihail al II-lea a reușit să înfrângă revolta lui Toma Slavul, în 825, deși Toma fusese ucis în 823.

Această controversă a slăbit Imperiul Bizantin și a fost un factor cheie care a dus la schisma dintre Patriarhul Constantinopolului și Episcopul de la Roma. 
Între timp, între anii 750 și 770, Constantin al V-lea Copronimul a lansat o serie de campanii împotriva arabilor și bulgarilor într-o încercarea de a mai recupa din uriașele pierderi teritoriale. 
Un război civil izbucnește în Imperiul Bizantin, de multe ori cu sprijinul arab al Califatului Abbasid. Cu ajutorul califului Al-Mamun, arabii conduși de generalul bizantin Toma Slavul au invadat Imperiul Bizantin, astfel încât în câteva luni, doar două provincii bizantine din Asia Mică au rămas loiale împăratului Mihail al II-lea Amorianul (Bâlbâitul). Toma a capturat Salonicul, al doilea mare oraș al Imperiului, dar a fost repede recucerit de bizantini. A urmat apoi Asediul Constantinopolului din 823 realizat de Toma, dar trupele sale nu au reușit să treacă de zidurile cetății și au fost forțate să se retragă.

### Asia Mică, Creta și Sicilia

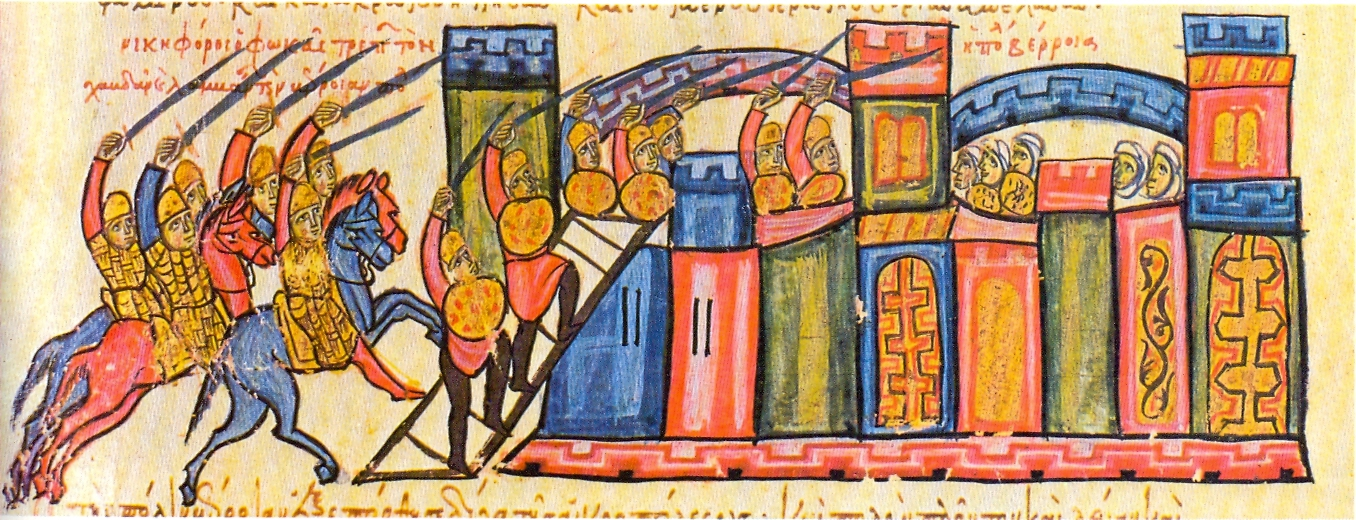
Armata bizantină sub conducerea împăratului Nicefor al II-lea Focas recucerește doar pentru moment orașul Halep (Berrhoea) din Siria, februarie 963. În 969, șase ani mai târziu, bizantinii pierd orașul din nou

Arabii nu au renunțat la Asia Mică astfel încât în 838 au început o altă invazie, ocupând orașul Amorion. Unitatea internă a statului bizantin era slăbită, la fel ca și legăturile lui cu Occidentul. Aceasta a fost cauza pentru care insula Creta a ajuns în mâinile sarazinilor în 824, devenind un emirat, iar Sicilia a fost sub stăpânire musulmană pentru o perioadă de 75 de ani. Folosind Tunisia ca rampă de lansare, arabii au început să cucerească orașele Palermo în 831, Messina în 842 și Enna în 859.

### Renașterea bizantină

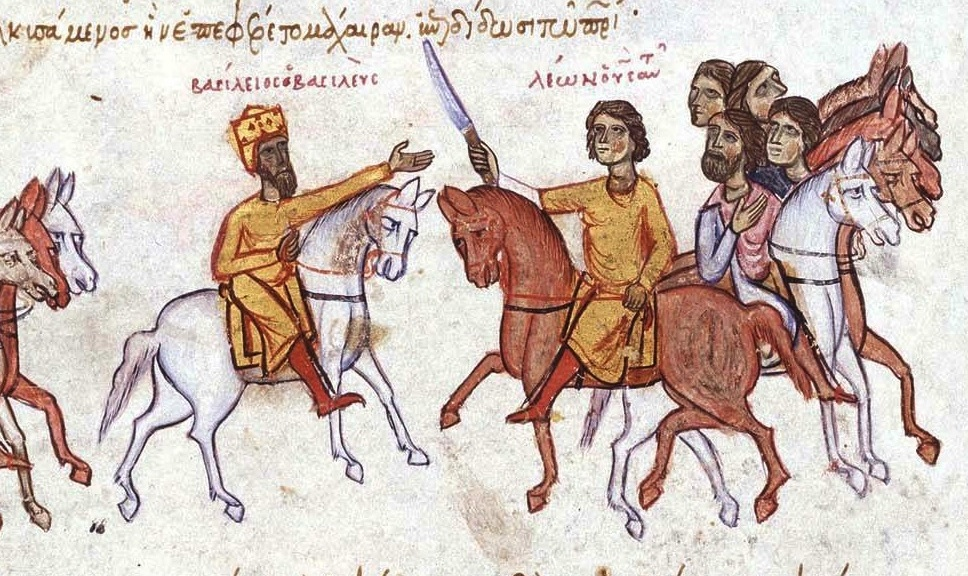
Vasile I și fiul său Leon al VI-lea

Pacea religioasă a început în imperiul bizantin odată cu apariția dinastiei macedonene în 867 împreună cu o conducere puternică și unificată bizantină; în timp ce imperiul Abassidian era împărțit în mai multe facțiuni.

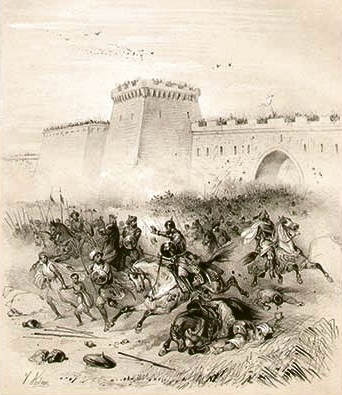
Vasile I și cu Sfântul Împărat Roman Ludovic al II-lea au recucerit orașul Bari

Vasile I (cca.811 - 29 august, 886) a revitalizat Imperiul Bizantin într-o mare putere regională, de-a lungul unei perioade de expansiune teritorială, ceea ce a făcut ca Imperiul să devină cea mai mare putere din Europa, cu o politică bisericească marcată de relații bune cu Roma. Vasile s-a aliat cu Sfântul Împărat Roman Ludovic al II-lea împotriva arabilor, iar flota sa a curățat Marea Adriatică de raidurile lor.
Cu ajutorul bizantin, Ludovic al II-lea a capturat în 871 orașul Bari de la arabi care înființaseră aici Emiratul de la Bari. Orașul a devenit teritoriu bizantin în 876. Cu toate acestea, poziția bizantină în Sicilia s-a deteriorat, astfel încât la Siracuza a apărut Emiratul din Sicilia în 878. Catania a fost pierdută în 900 și fortăreața Taormina în 902. Sicilia a rămas sub controlul arab până la invazia normanzilor din 1071.
Deși Sicilia a fost pierdută, generalul Nicefor Focas cel Bătrân a reușit să recucerească Taranto și cea mai mare parte din Calabria în 880. Creta a fost recucerită de către bizantini în 960 și a fost pierdută în 1204 în mâinile Republicii Venețiene în timpul Cruciadei a patra. Succesele din Peninsula Italică au dus la o nouă perioadă de dominație bizantină în peninsulă. Mai presus de toate, bizantinii au început să aibă o prezență puternică în Marea Mediterană, în special în Marea Adriatică.

Provinciile Imperiului Bizantin la moartea împăratului Vasile al II-lea în 1025. Se observă teritoriile recâștigate din răsărit.

După ce a pus capăt conflictele interne, Vasile al II-lea a lansat o campanie împotriva arabilor în 995. Războaiele civile bizantine au slăbit poziția imperiului în est astfel încât câștigurile teritoriale realizate de Nicefor al II-lea Focas și Ioan I Tzimiskes erau aproape de a fi pierdute, cu Alep asediat și cu Antiohia sub amenințarea invaziei arabe. Vasile a câștigat mai multe bătălii în Siria, eliberând Alep, ocupând valea Orontes și înfăptuind mai multe raiduri către sud. Deși nu a mai avut forța să intre în Palestina și să revendice Ierusalimul, victoriile lui au dus la recâștigarea unei teritoriu mare din Siria, inclusiv orașul cel mare Antiohia, care a fost sediul unei patriarhii. Niciun împărat până la Heraclius nu a fost în măsură să țină sub control aceste teritorii astfel încât Imperiul bizantin s-a retras din zonă în următorii 75 de ani. Piers Pavel Read scrie că, prin 1025, teritoriul bizantin „se întindea de la Strâmtoarea Messina și nordul Adriaticii în vest, până la Dunăre și Crimeea în nord, și până la orașele Melitine și Edessa dincolo de Eufrat în est.”
Sub conducerea lui Vasile al II-lea, bizantinii au format o serie de provincii bizantine (themata) noi, care se întindeau de la nord-est de Alep (protectorat bizantin) la Manzikert. În cadrul acestui sistem de guvernare militar și administrativ, bizantinii puteau forma, teoretic, o forță de cel puțin 200.000 de oameni, deși, în practică, aceștia erau plasați strategic în tot Imperiul. Datorită lui Vasile al II-lea, Imperiul Bizantin a atins apogeul său pentru următoarele patru secole.

## Concluzii

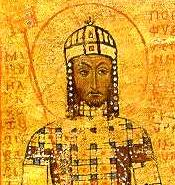
Manuel I Comnen, 1143-1180, cel care a lansat în 1169 o expediție nereușită în Egiptul musulman.

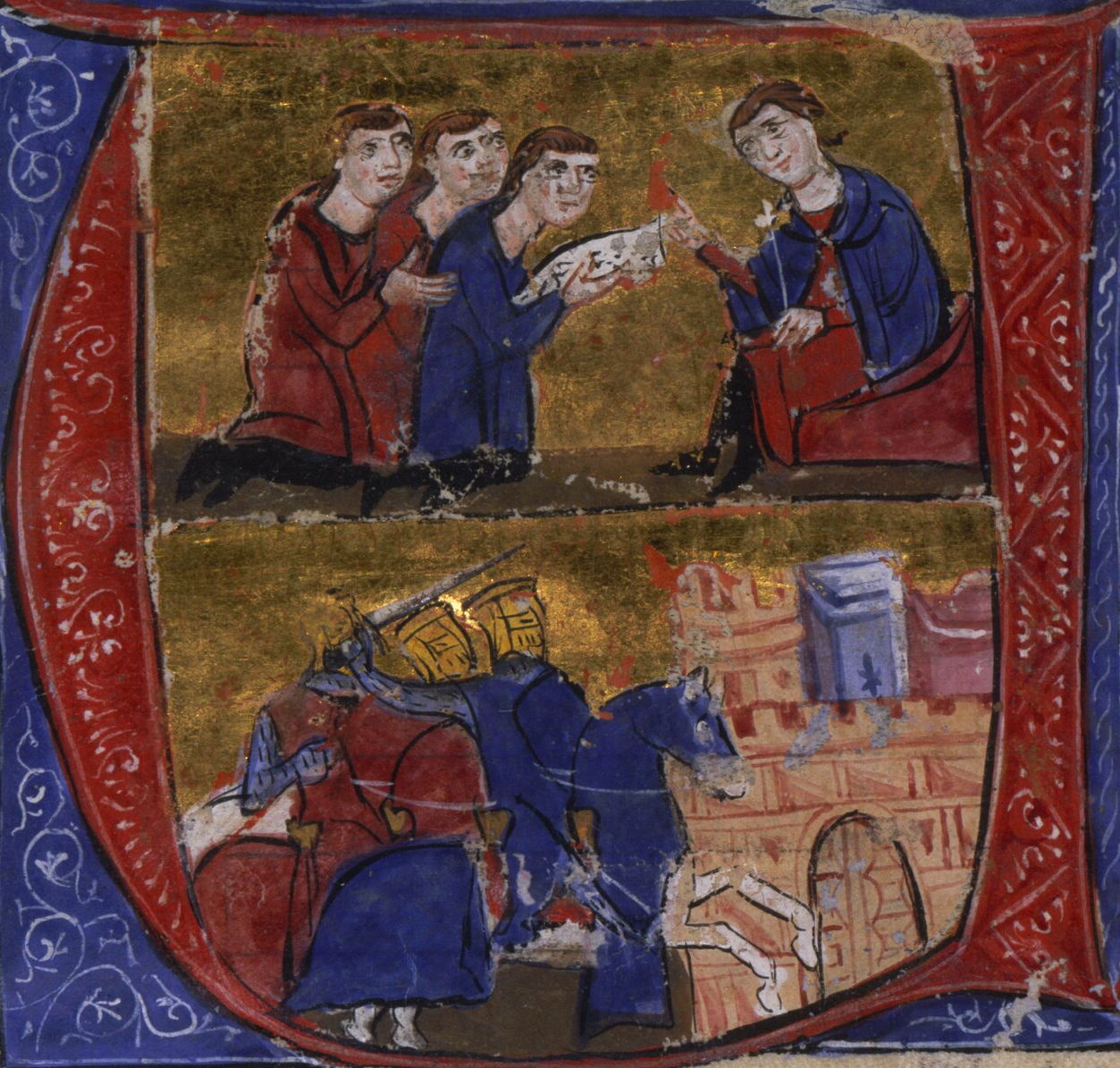
Manuel și cu solii lui Amalric (sus). Sosirea cruciaților în Pelusium, Egipt (jos)

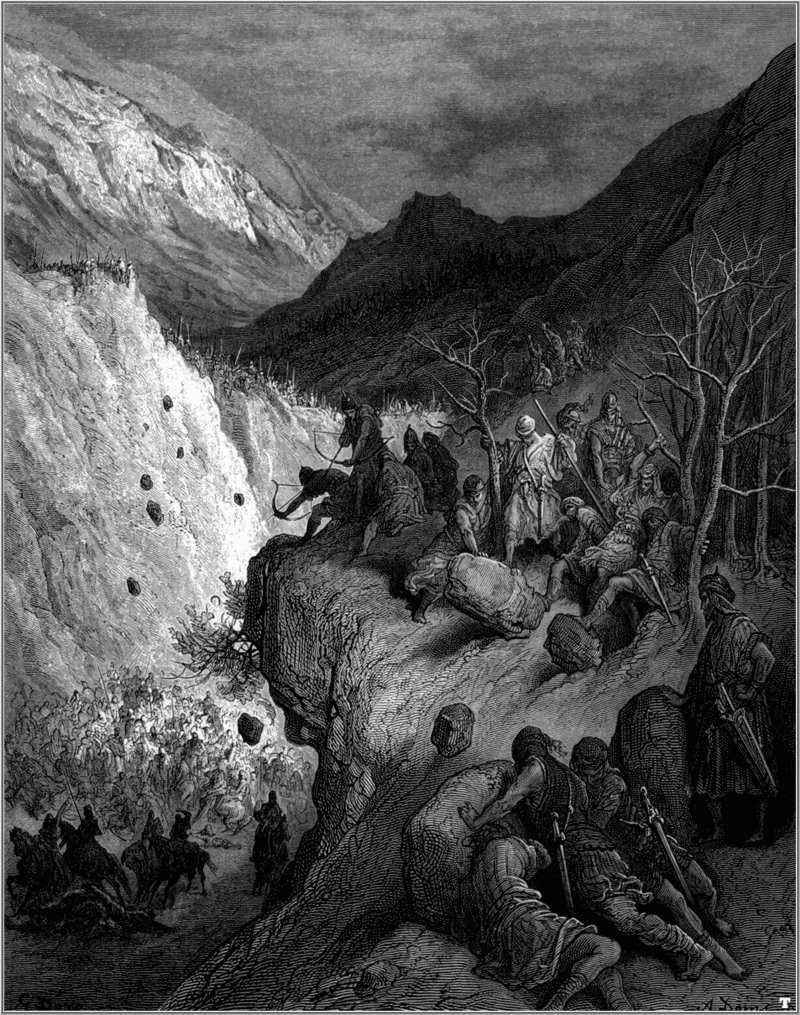
Turcii selgiucizi surprind cruciații în pasul de la Myriokephalon. Această ambuscadă a distrus speranța lui Manuel de a captura orașul Konya. Pictură de Gustave Doré (1832-1883)

Războaiele bizantino-arabe au scăzut în intensitate în momentele în care turcii și diverși invadatori mongoli au devenit o nouă amenințare pentru ambele tabere aflate în conflict. Începând cu secolele al XI-lea și al XII-lea conflictele bizantine s-au transformat în războaiele bizantino-selgiucide cu turcii selgiucizi. După înfrângerea în fața turcilor de la Manzikert în 1071, Imperiul Bizantin și-a restabilit poziția sa de superputere în Orientul Mijlociu cu ajutorul cruciaților din Europa de Vest. Între timp, conflicte majore arabe au fost Cruciadele și mai târziu s-au axat împotriva invaziilor mongole, în special invazia Hoardei de Aur și a lui Timur.
Pe parcursul celei de a doua cruciade, Baldwin al III-lea a asediat Ascalon în 1153, astfel încât Regatul Ierusalimului a fost capabil să avanseze în Egipt și să ocupe pentru scurt timp Cairo, în anii 1160. Împăratul Manuel s-a căsătorit în 1161 cu Maria de Antiohia, fiica defunctului Raymond de Antiochia și verișoara regelui cruciat Amalric I al Ierusalimului, în timp ce Amalric s-a căsătorit cu nepoata lui Manuel, Maria Comnena. În 1168 o alianță formală a fost negociată de viitorul Arhiepiscop William de Tir și în 1169 Manuel a lansat o expediție în Egipt împreună cu Amalric. Această campanie ambițioasă lui Manuel era o demonstrație de forță a Imperiului Bizantin; acest lucru implica o flotă de peste 200 de nave echipate cu arme de asalt și cu focul grecesc. William din Tyr a fost foarte impresionat de navele de transport de mare capacitate folosite pentru transportul cavaleriei din Armata Comneniană. Strategia pe termen lung a lui Manuel era să utilizeze cruciații latini pe post de scut al Imperiul Bizantin, iar intervenția sa în Egipt era motivată de credința sa în controlul Egiptului ca factor decisiv al celei de-a doua cruciade. Succesul cuceriri Egiptului ar fi consolidat controlul cruciaților în Țara Sfântă și ar fi restaurat furnizarea de cereale din această provincie bogată a Imperiului.
Această invazie ar fi putut primi sprijin și din partea creștinilor nativi de religie coptă care au trăit sub conducerea islamului timp de peste cinci sute ani. Cu toate acestea, lipsa de cooperare între cruciați și bizantini au pus în pericol șansele de cucerire a acestei provincii. Flota bizantină plecase cu provizii numai pentru trei luni: în momentul în care cruciații erau gata, proviziile erau deja epuizate, și în cele din urmă flota s-a retras după o primă încercare ineficientă de a captura Damietta. Fiecare parte a acuzat reciproc pe cealaltă de eșec, dar și bizantinii și cruciații știau  că depind reciproc unii de alții: alianța a fost menținută și planuri viitoare au fost făcute, planuri din care în cele din urmă nu s-a înfăptuit nimic.
Sultanul selgiucid Kilij Arslan al II-lea a folosit acest timp pentru a elimina rivalii săi și de a-și consolida puterea în Asia Mică. Echilibrul de forțe din estul Mediteranei s-a schimbat, iar efectele eșecului campaniei lui Manuel în Egipt au fost simțite mult timp după moartea sa. În aceste condiții a fost posibilă apariția lui Saladin în 1171, când a fost proclamat Sultan al Egiptului, iar unirea sub conducerea lui a Egiptului cu Siria a fost rezultatul final al celei de-a treia cruciade. Între timp, alianța s-a încheiat odată cu moartea lui Manuel în 1180; Manuel fiind ultimul împărat bizantin care a fost cu adevărat un aliat al cruciaților.

## Efecte

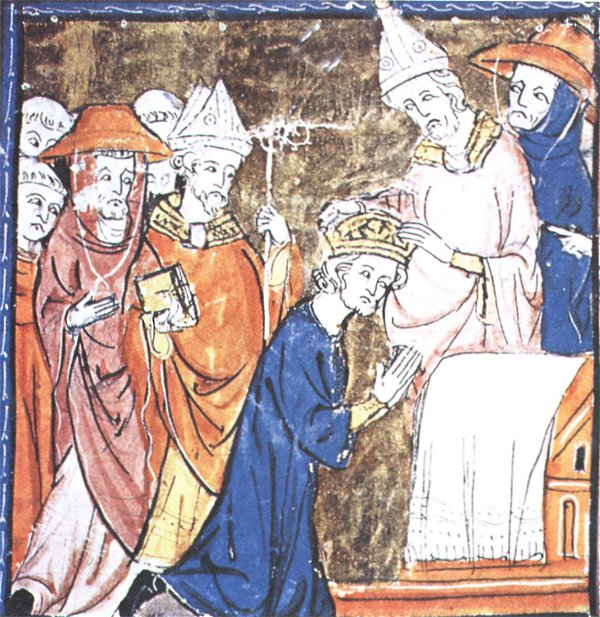
Criza bizantină a dus la dezvoltarea puternică a feudalismului occidental

Ca orice război de o asemenea amploare și durată, conflictul bizantino-arab a avut efecte pe termen lung, atât pentru Imperiul Bizantin cât și pentru statele arabe implicate. Bizantinii au suferit pierderi teritoriale uriașe, în timp ce arabii au obținut un control puternic asupra Orientului Mijlociu și Africii. Politica Imperiului Bizantin s-a schimbat, de la recucerirea occidentală a lui Iustinian s-a trecut la o poziție defensivă în primul rând, la frontierele estice. Nemaiexistând influențele bizantine asupra statele creștine emergente din Europa de Vest, s-a ajuns la o dezvoltare puternică a feudalismului și a unei autosuficiențe economice.
Mai mult, punctul de vedere al istoricilor moderni este că unul dintre efectele cele mai importante a fost modul cum a evoluat relația dintre Roma și Bizanț. În timp ce lupta pentru supraviețuire împotriva arabilor, Imperiul Bizantin nu a mai fost în măsură să furnizeze protecție papalității și, mai rău, potrivit lui Thomas Woods, împărații „permanent interveneau în viața Bisericii în probleme situate în mod clar dincolo de competența statului”.
Politica iconoclastă din secolele al VIII-lea și al IX-lea poate fi considerată un factor-cheie care a dus Biserica latină în brațele francilor.
Astfel s-a speculat că regele franc Carol cel Mare a fost un produs indirect a lui Mahomed: 
Succesorii Sfântului Imperiu Roman al lui Carol cel Mare vor veni mai târziu în ajutorul bizantinilor sub Ludovic al II-lea și în timpul cruciadelor, dar relațiile dintre cele două imperii au fost tensionate: conform textului Cronicii Salerno știm că împăratul Vasile a trimis o scrisoare plină de furie omologului său din vest în care îl certa pentru uzurparea titlului de împărat. El a argumentat că toți conducătorii franci au fost simplii regi (și că fiecare națiune are un titlu propriu pentru domnitorii săi), în timp ce titlul imperial este potrivit doar pentru domnitorul romanilor din Est, adică lui Vasile însuși.

## Istoriografie și alte surse

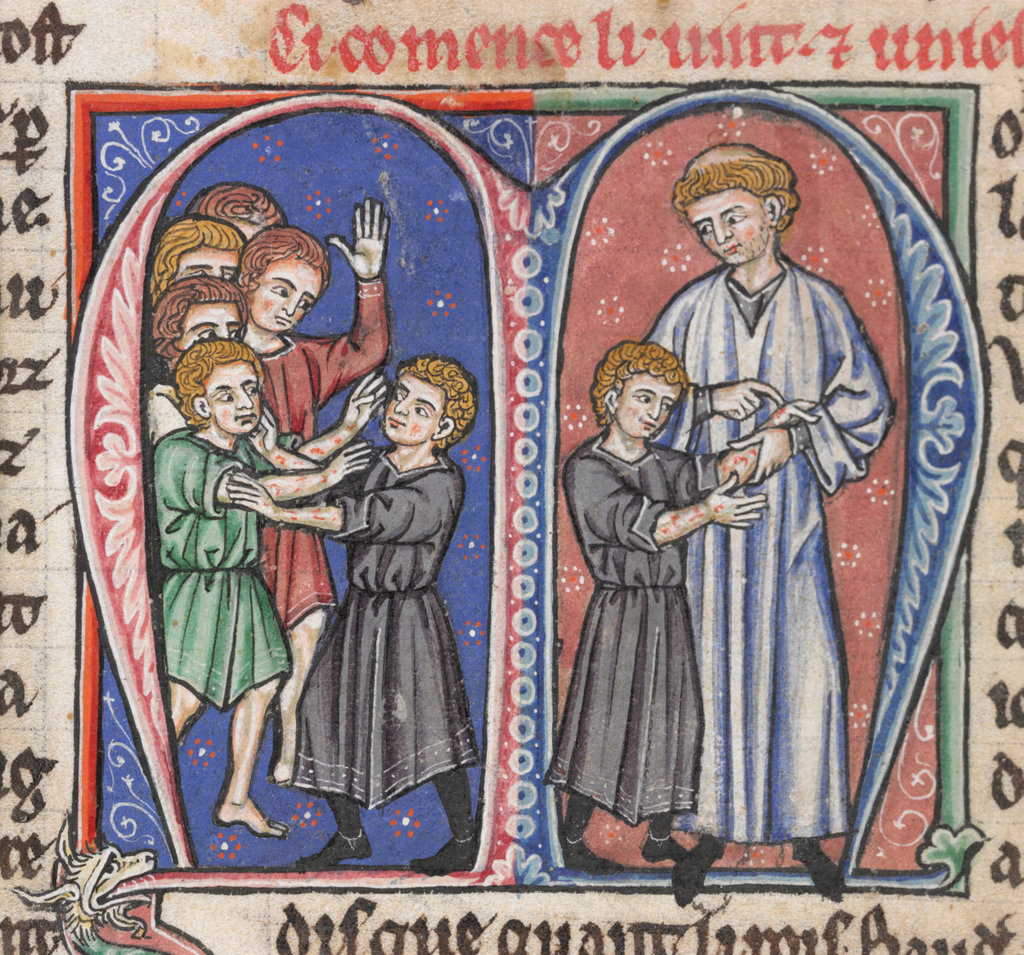
William din Tyr (dreapta) a fost un important comentator al cruciadelor și al etapei finale din războaiele bizantino-arabe. Miniatură dintr-o traducere franceză a lui William numită Historia rerum in partibus transmarinis gestarum.

Istoricul Walter Emil Kaegi afirmă că sursele existente în limba arabă sunt pline de obscurități și contradicții. Cu toate acestea, el subliniază că sursele bizantine sunt la fel de problematice, cum ar fi cronicile lui Teofan și Nichifor sau cele scrise în siriacă, care, deși sunt scurte și concise, sursele acestora rămân necunoscute. Kaegi concluzionează că cercetătorii ar trebui să supună tradițiile bizantine unui riguros control critic pentru că „ele conțin erori și nu pot servi ca un etalon standard în fața tuturor  surselor musulmane care pot fi verificate cu încredere”.
Printre cele câteva surse latine de interes se numără o istorie din secolul al VII-lea scrisă de Fredegar și două cronici spaniole din secolul al VIII-lea, toate acestea se bazează pe unele tradiții istorice bizantine și orientale. În ceea ce privește acțiunea militară bizantină împotriva primelor invazii musulmane, Kaegi afirmă că „tradițiile bizantine... încearcă să nu dea vina pe Heraclius pentru dezastru și deviază această responsabilitate către alte persoane, grupuri și lucruri”.
Gama largă de surse non-istorice bizantine este vastă: ele variază de la papirusuri folosite la predici (cel mai notabile fiind cele ale patriarhului Sofronie sau ale lui Anastasius Sinaita), poezie (în special cea a lui Sofronie și a lui George Pisida), corespondențe, tratate apologetice, manuale militare (în special Strategikon începutul secolului al VII-lea) și alte surse non-literare, cum ar fi epigrafie, arheologie sau numismatică. Nici una dintre aceste surse nu conțin vreo relatare coerentă despre oricare campanie musulmană de cucerire, dar unele surse conțin detalii neprețuite care nu apar nicăieri în altă parte.

## Hărți

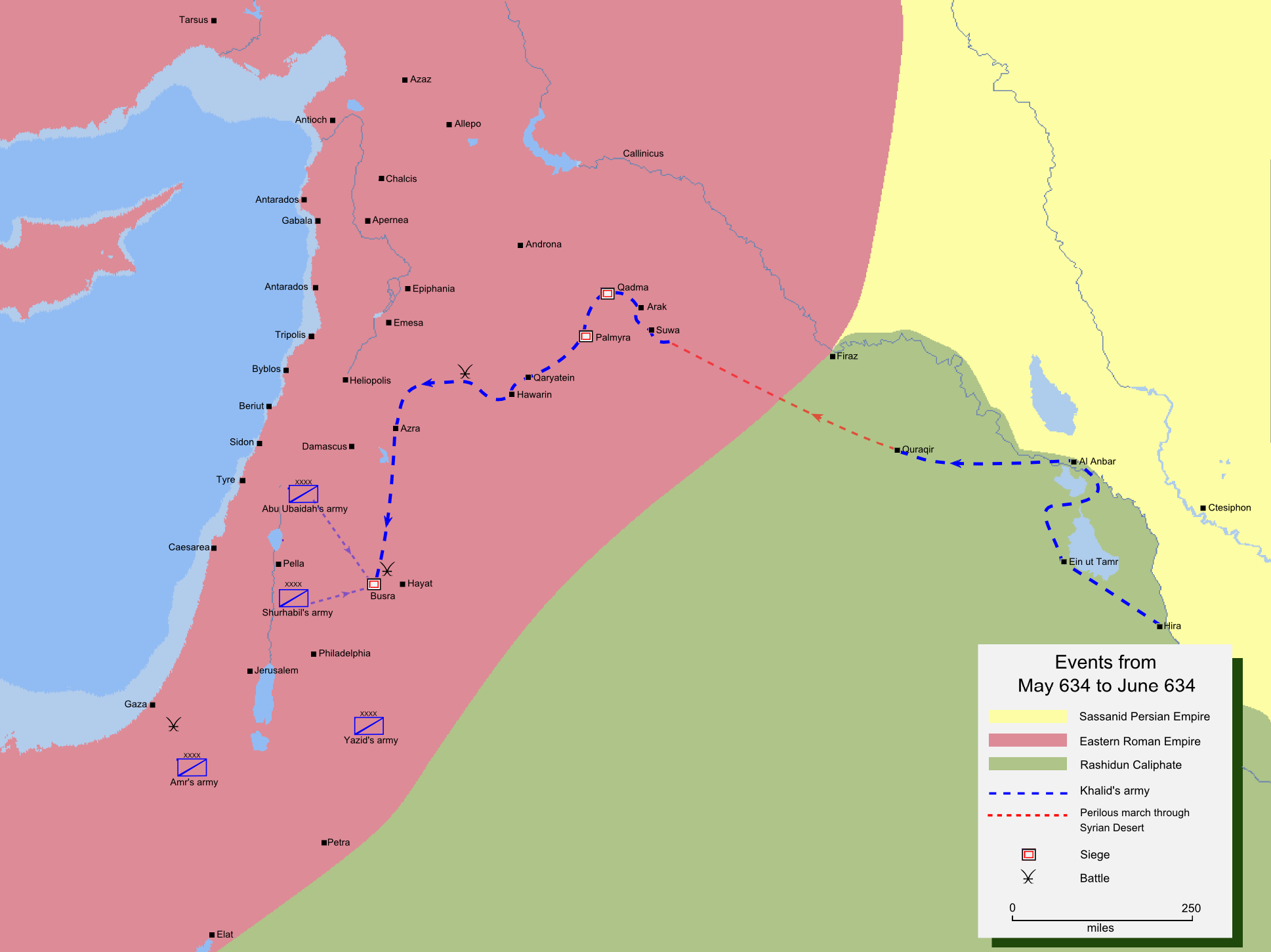
Invazia musulmană în Siria (a Califatului Rashidun), anul 634.
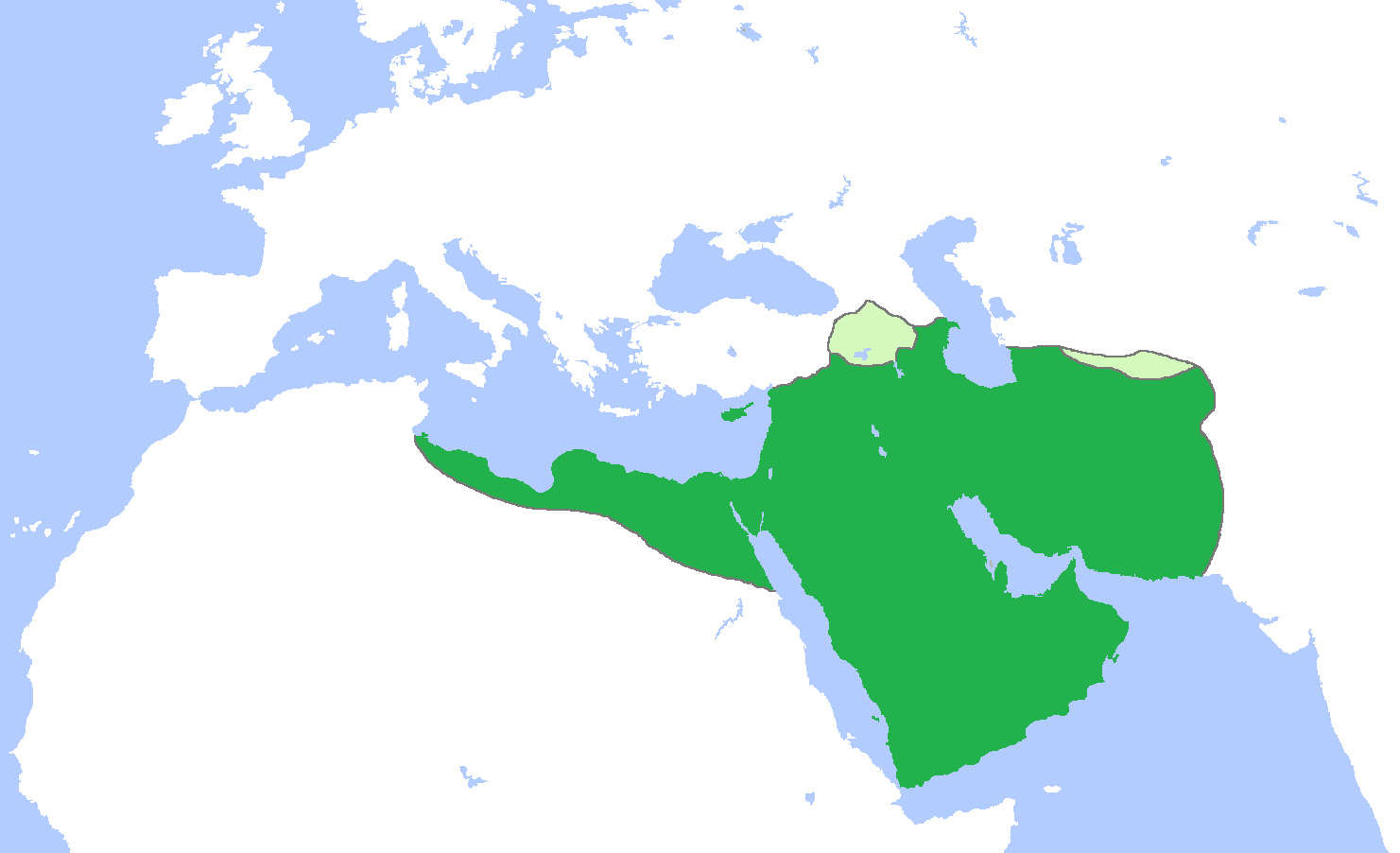
Califatul Rashidun în anul 654 și vasalii săi.
Extinderea Califatului.
Modificările teritoriale ale Imperiului Bizantin.
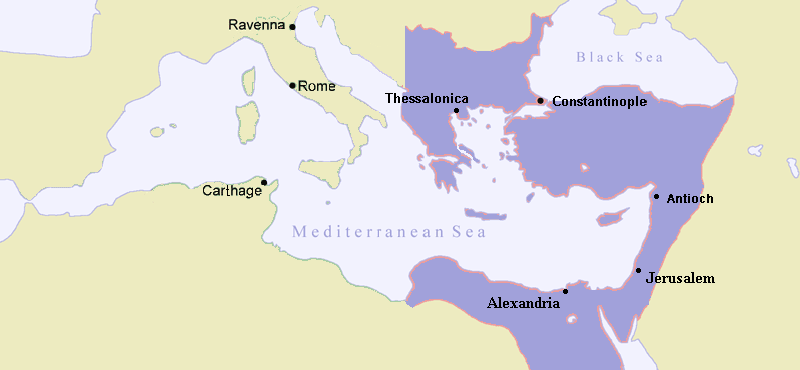
Imperiul Bizantin în anul 476.
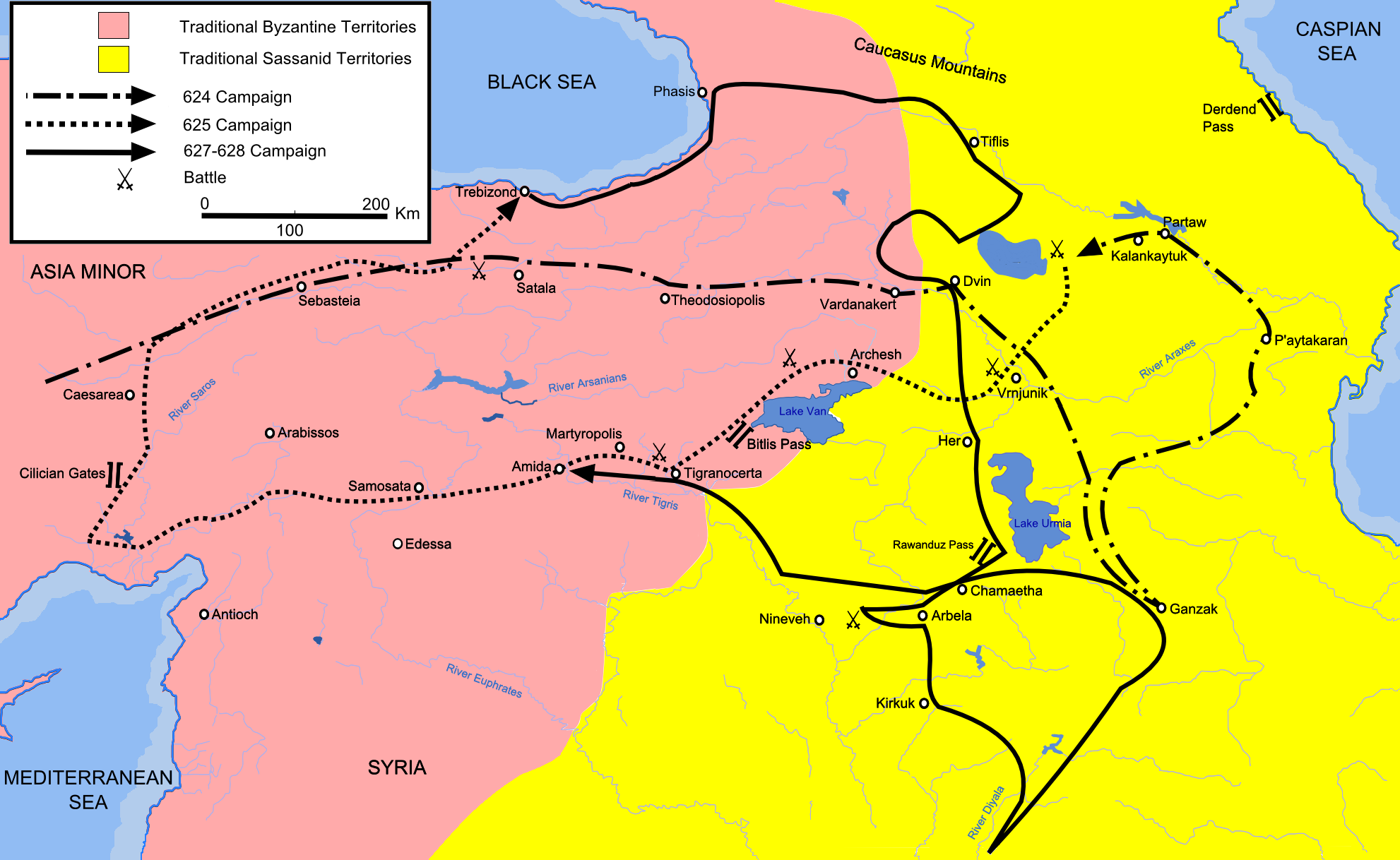
Campania lui Heraclius în Mesopotamia în 624-628.
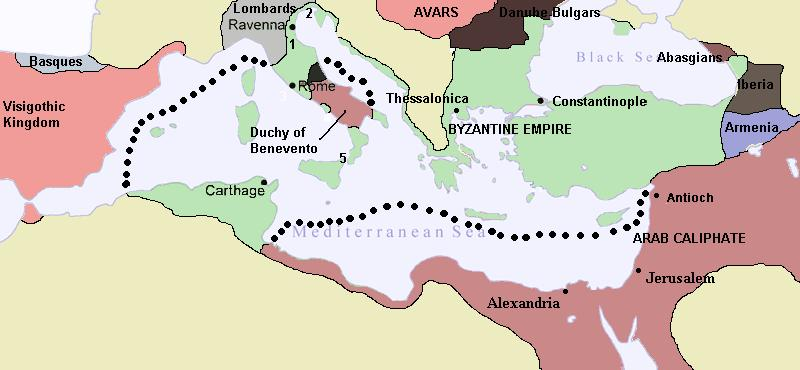
Imperiul Bizantin în anul 650.
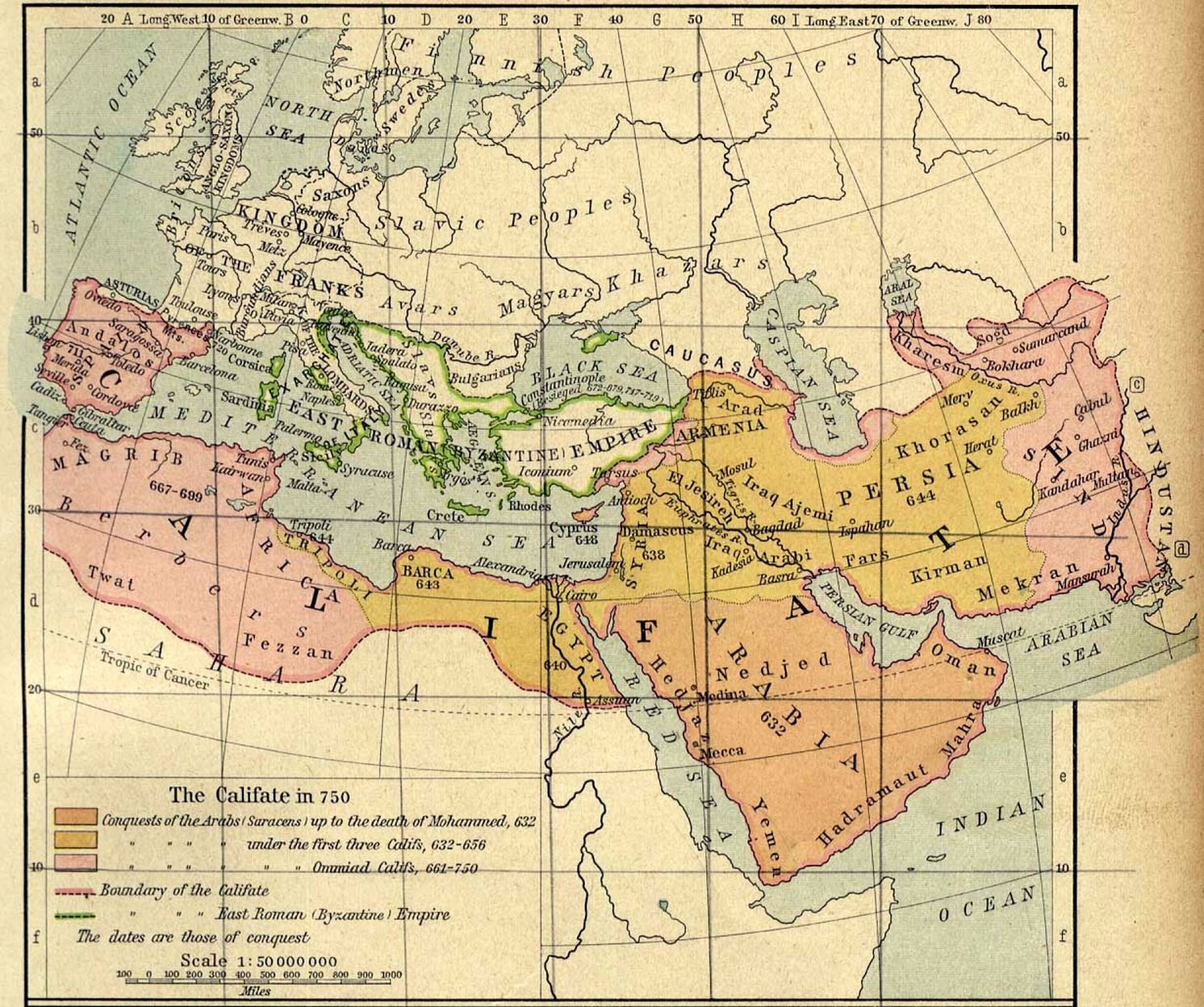
Califatul în anul 750.
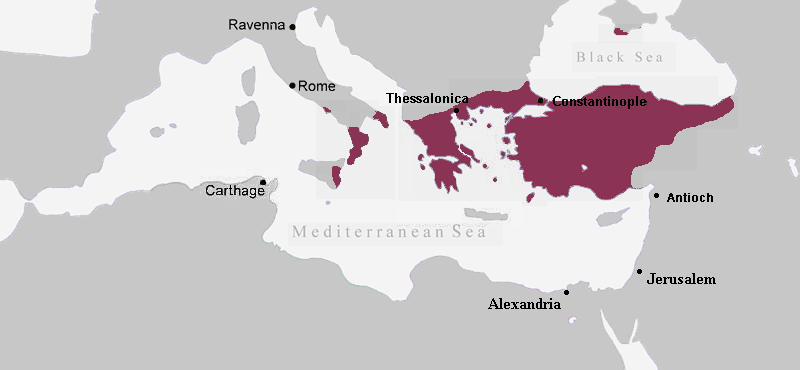
Imperiul Bizantin în anul 867.
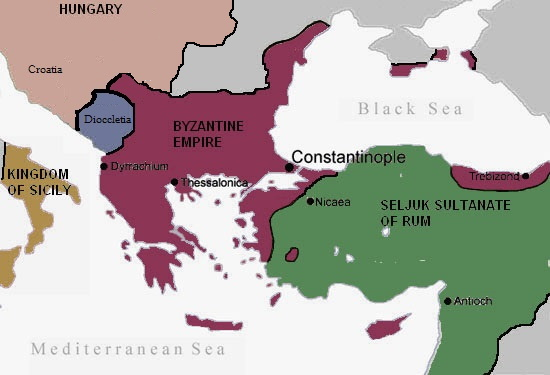
Imperiul Bizantin înainte de Cruciade.
Peninsula Italică în jurul anilor 1000 cu regiuni ale Imperiului Bizantin (în sud).
Provinciile Imperiului Bizantin în anul 1025.
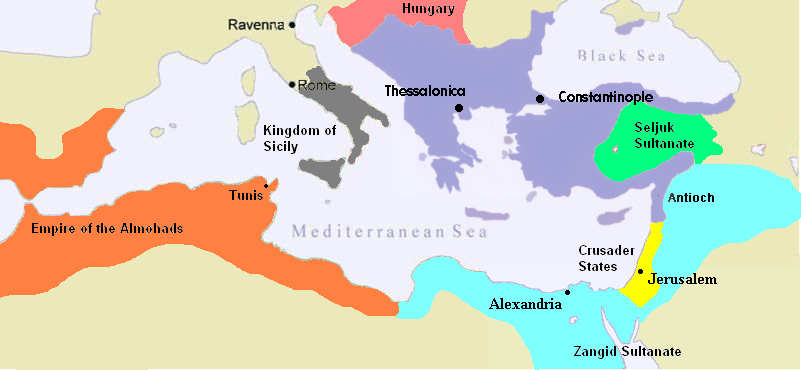
Imperiul Bizantin și Sultanatul de Rum în anul 1180. Sfârșitul războaielor bizantino-arabe.
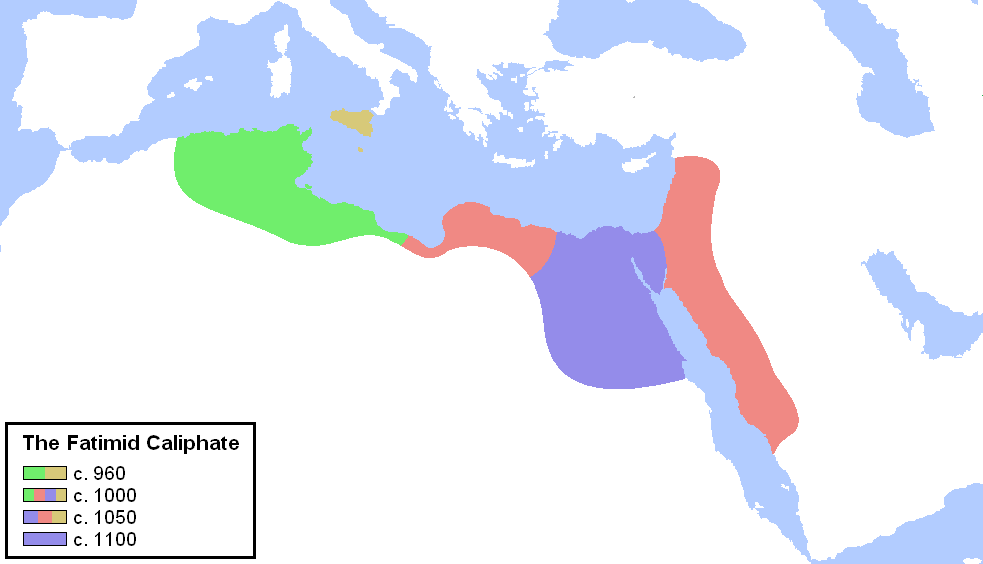
Califatul Fatimid, 5 ianuarie 909 - 1171.

## Conducători (galerie)

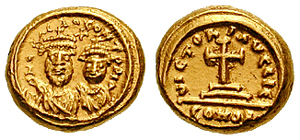
Heraclius I (575 - 641) și fiul său Constantin al III-lea (612 - 641)
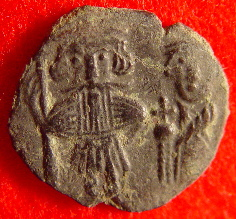
Constans al II-lea Bărbosul (630 - 668) și fiul său Constantin al IV-lea (652 - 685)
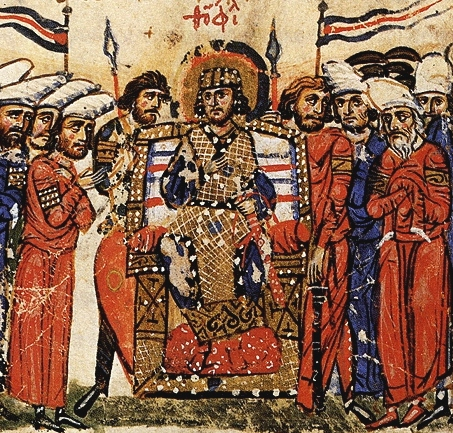
Theophil (Teofil) (813 - 842), împărat bizantin, cel care a fost în conflict cu califul al-Mu'tasim (794 – 842)
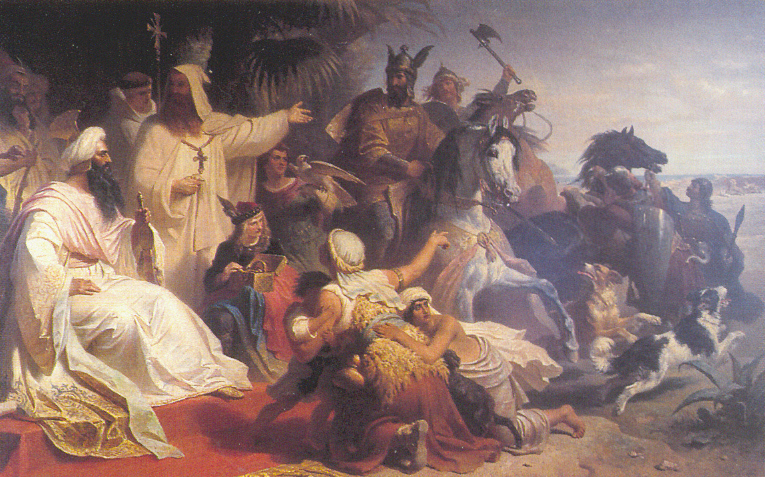
Harun al-Rașid (763 –809) primește la Bagdad o delegație din partea lui Carol cel Mare